# Кромин, Павел Евграфович
Павел Евграфович (Евдокимович) Кромин (?—1855) — русский генерал-майор, герой войн с Наполеоном.

## Биография
Происходит из дворянского рода Кроминых Нижегородской губернии. Образование получил в Пажеском корпусе, из которого выпущен 10 декабря 1803 года поручиком в Павловский гренадерский полк. 23 января 1808 года переведён тем же чином в лейб-гвардии Егерский полк.
Принимал участие в Отечественной войне 1812 года и последующих Заграничных походах, в 1813 году получил чин полковника. 10 июля 1815 года награждён орденом св. Георгия 4-й степени (№ 2999 по кавалерскому списку Григоровича — Степанова)
За отличия, оказанные в сражениях с французами.
30 августа 1816 года назначен командиром 36-го егерского полка, однако уже 13 сентября того же года был переведён на ту же должность в Московский пехотный полк, которым командовал до 16 марта 1819 года. С 28 марта 1820 года по 24 апреля того же года командовал 1-м морским полком.
В 1827 году произведён в генерал-майоры и в начале 1835 года вышел в отставку.
Скончался 3 июля 1855 года в Москве, похоронен на Ваганьковском кладбище; могила утрачена.